# Dinómenes (escultor)
Dinómenes (ou Dinômenes, Deinómenes, etc) foi um escultor grego, famoso pelas estátuas de Io e Calisto que se encontravam na acrópole de Atenas na época de Pausânias.
De acordo com Pausânias, as duas estátuas de Dinímenes na Acrópole ficavam próximas da estátua do poeta Anacreonte de Teos, o primeiro, depois de Safo, a compor canções de amor. Tanto Io, filha de Ínaco, quanto Calisto, filha de Licaão, foram paixões de Zeus, sofreram a ira de Hera e foram metamorfeadas em animais, Io em uma vaca e Calisto em uma ursa.
Segundo Plínio, o Velho, ele floresceu por volta da 95a olimpíada (c. 400 a.C.) e fez estátuas de Protesilau e Pitodemo, o lutador.
Tatiano menciona uma estátua que ele fez de Besantis, rainha dos peônios. O motivo foi que Besantis teve um filho negro, e ele quis preservar a sua memória pela sua arte.
Existe uma base de uma estátua com seu nome, porém a estátua foi perdida.